# Ny-London

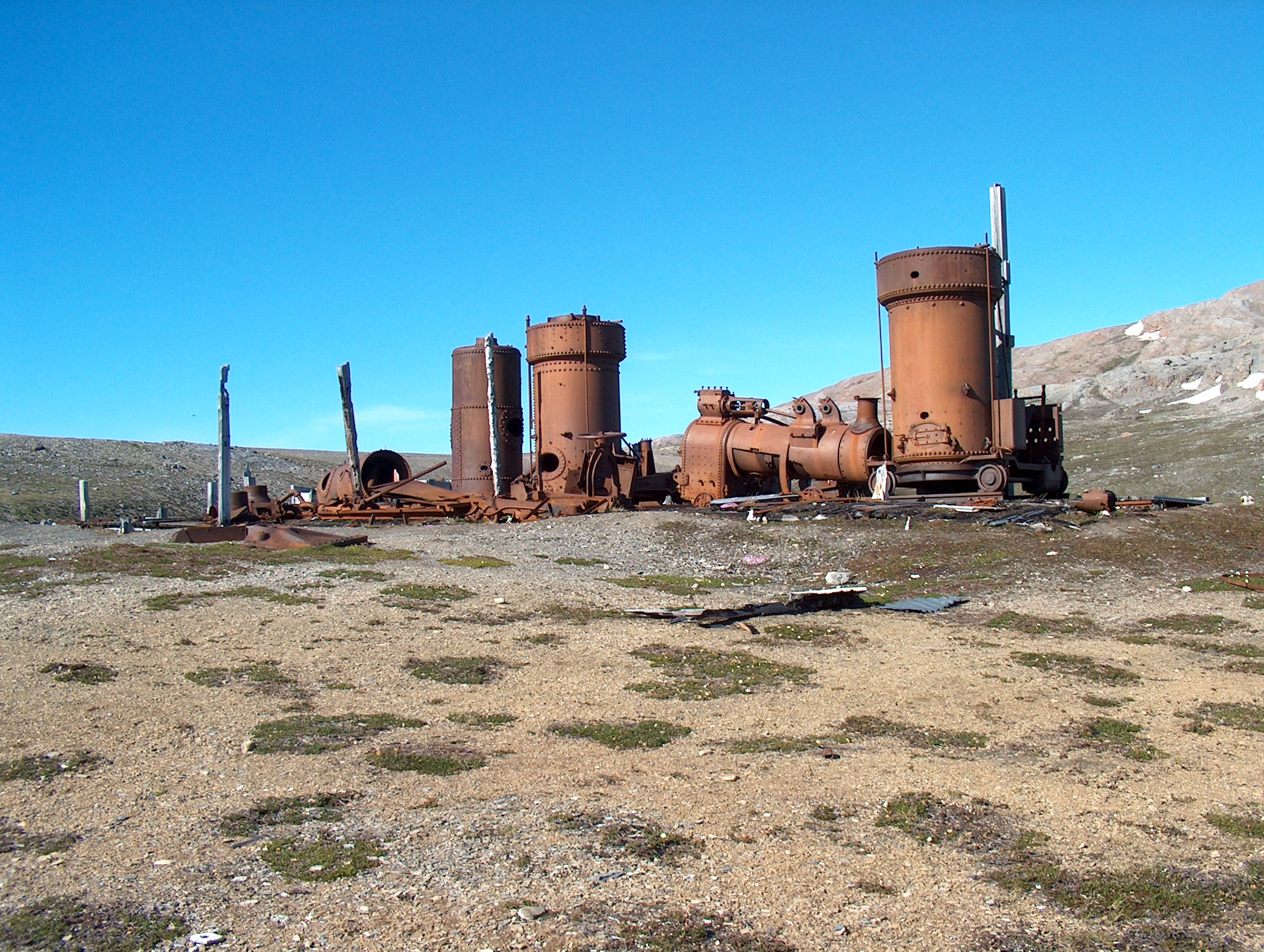
Dampfmaschine in Ny-London

Ny-London ist eine aufgegebene Bergbausiedlung in der Nähe von Ny-Ålesund auf Spitzbergen, Svalbard.
Die Marmorvorkommen auf Blomstrandhalvøya, einer damals als Halbinsel (norwegisch: halvøya) erscheinenden Insel im Kongsfjord, die sich nach dem Rückzug eines Gletschers mittlerweile als Insel herausgestellt hat, ließen zu Beginn des 20. Jahrhunderts den Aufbau einer Marmorgrube als gewinnversprechendes Projekt erscheinen.

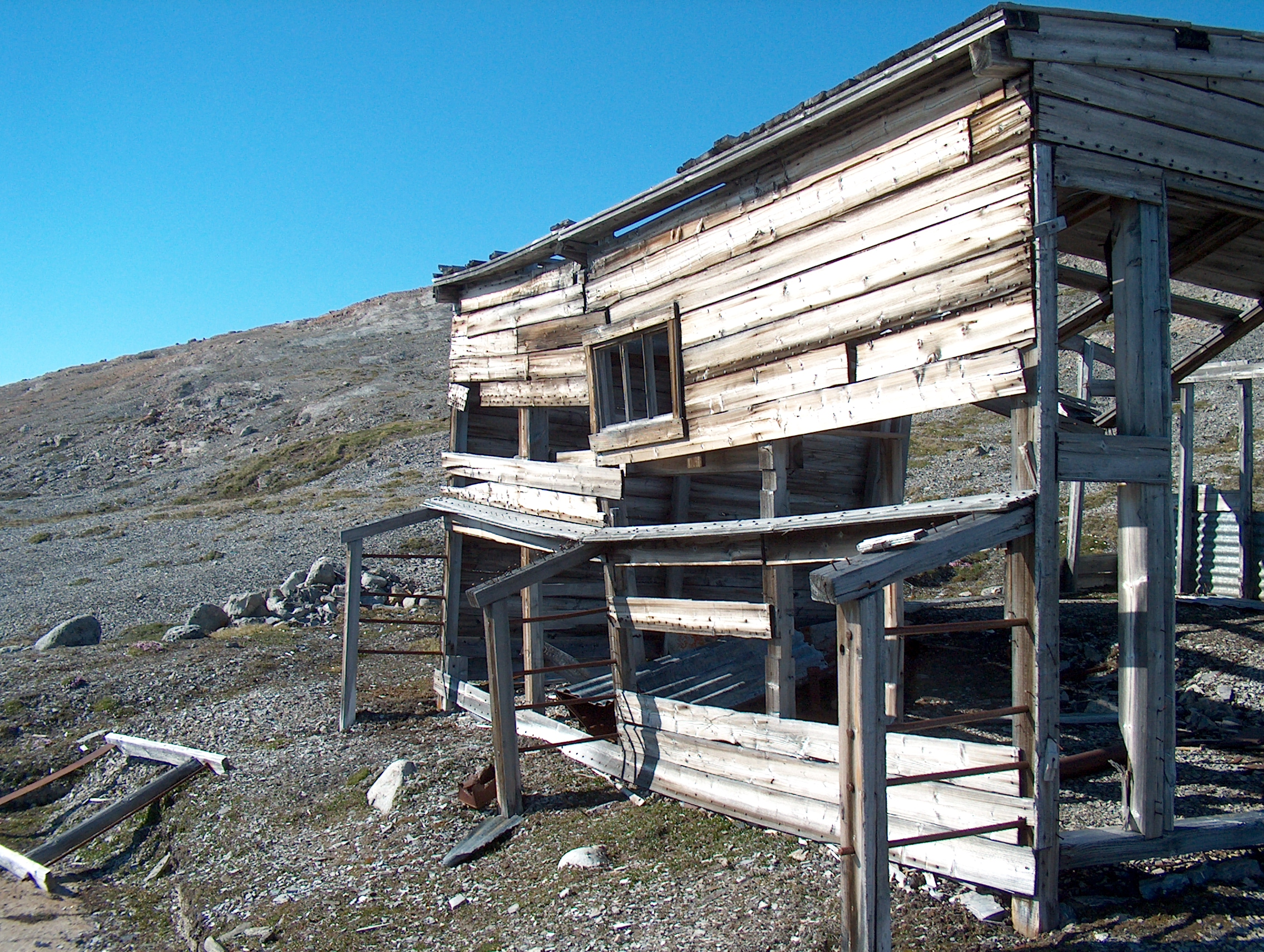
Ruine in Ny-London

Der englische Geschäftsmann Ernest Mansfield (1862–1924) hatte mit seiner Northern Exploration Company Ltd. 1911 die Mittel dafür zusammengebracht und ließ alle notwendigen Geräte und sonstigen Einrichtungen wie Dampfmaschinen, Kräne und Eisenbahnmaterial nach Svalbard schaffen. Es wurden Wohnhäuser für bis zu 70 Personen errichtet. Der abgebaute Marmor erwies sich allerdings als unbrauchbar; so soll die erste nach Europa verschiffte Marmorladung beim Entladen zerbröselt sein. Das Unternehmen scheiterte somit schnell.
In der Folge wurden einige Wohnhäuser aus Ny-London nach Ny-Ålesund verbracht, wo sie heute noch stehen und benutzt werden. Andere zerfielen zusammen mit den Maschinen, Transport- und Verladevorrichtungen, die stehengelassen wurden, wo sie waren. Heute bildet Ny-London mit seinen Ruinen und rostenden Maschinen als Geistersiedlung ein Zeugnis von der Goldgräberstimmung auf Svalbard im frühen 20. Jahrhundert, als auch der bis heute fortgeführte Steinkohlenbergbau auf dieser Inselgruppe begann.